# Calavera literaria

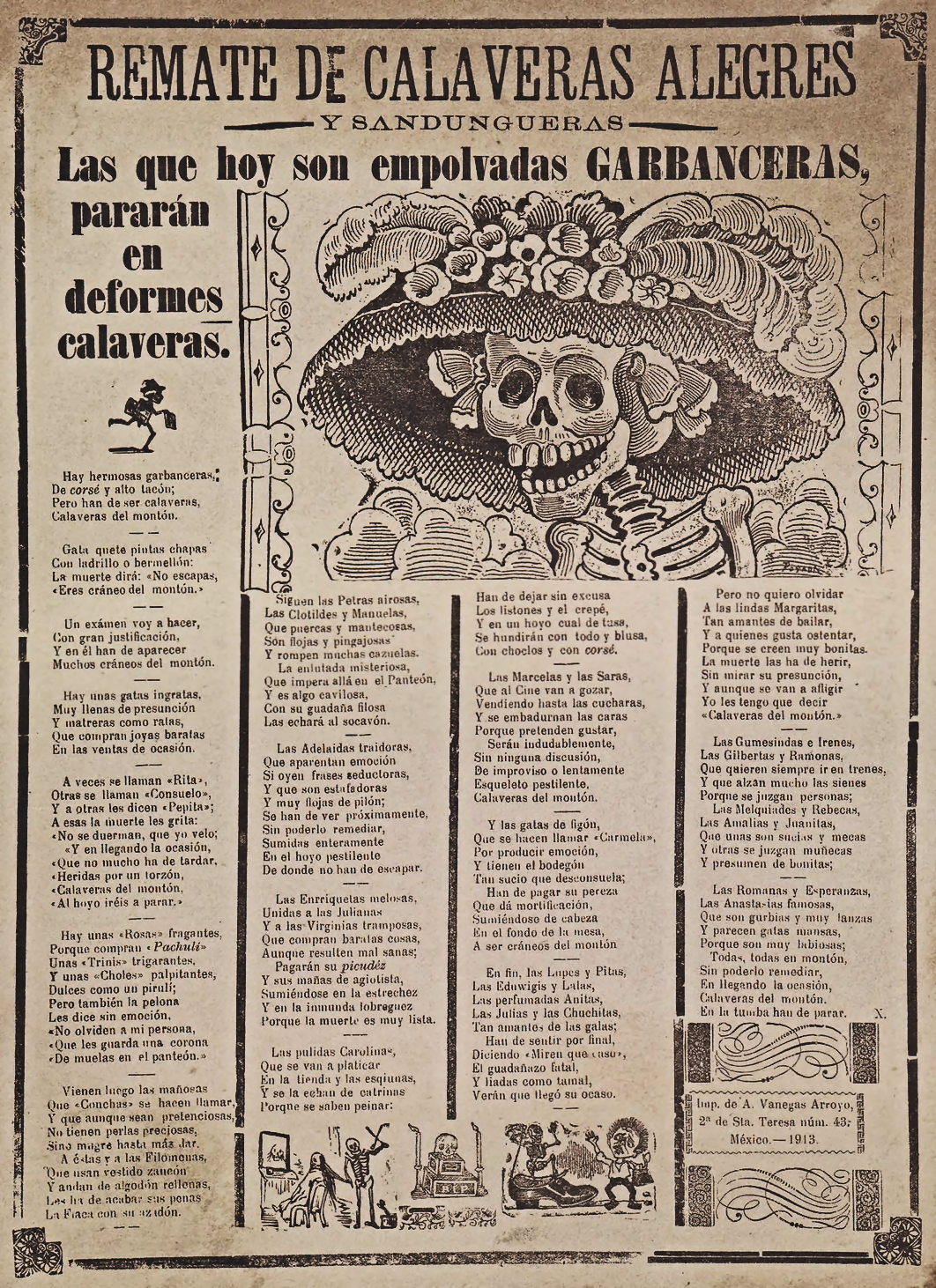
Calavera garbancera, escrita por José Guadalupe Posada.

La calavera literaria es una composición en verso tradicional en México. Suelen escribirse en vísperas del Día de Muertos. Su propósito es recordar a las personas, utilizando el amor y humor en sus versos. Asimismo, estas calaveras suelen satirizar a personajes célebres o políticos, para expresar críticas a favor o en contra de ellos por medio de la burla o ironía. 

## Historia
El primer antecedente de una calavera literaria se remite al libro La Portentosa Vida de la Muerte, escrito por Fray Joaquín de Bolaños, quien escribe unos versos satíricos a un médico.  
Antiguamente conocidos como panteones, estos versos nacieron en el siglo XIX a modo de epitafio burlesco y como modo de expresar ideas o sentimientos que en otras oportunidades sería difícil decir. Fueron frecuentemente censurados o destruidos ya que, por lo dicho anteriormente, también servían como medio para expresar descontento con los políticos de la época. Las primeras calaveras fueron publicadas en 1879 en el periódico El Socialista, de Guadalajara.
Las calaveras literarias fueron utilizadas por algunos escritores para criticar la alta sociedad por querer asemejarse a las élites europeas y se inspiraban en los largos epitafios que aportaban las grandes personalidades. Esta crítica tenía una función de reclamar injusticias o buscar un bien común.
Los dibujos que suelen acompañar los versos son conocidos con el nombre de La Catrina o Calavera Garbancera, figura creada por José Guadalupe Posada y bautizada por el muralista Diego Rivera.

## Características
- Son versos irreverentes, escritos a modo de epitafios, retratando a las personas como si estuvieran muertas.[8]
- Se utilizan para canalizar sentimientos que en otro contexto sería difícil expresar.
- Suelen acompañarse de dibujos de calaveras.[4]
- Son composiciones tradicionales mexicanas.

Gerardo Murillo —cuyo alias es Dr. Atl—, en su libro Las artes populares en México, describe la calavera como de «intención aguda, eminentemente popular, que tiene su fuerza y su eficacia en el arte de decir».
A modo de ejemplo de su uso prístino puede citarse la calavera escrita por José Guadalupe Posada llamada Revumbio de calaveras:

Quien quiera gozar de veras
y divertirse un ratón,
 venga con las calaveras
 a gozar en el panteón.

 Literatos distinguidos
 en la hediondez encontré
 en gusanos confundidos,
 sin ellos saber por qué.

 Y en gran tropel apiñados
 Los vendedores corrían
 contentos y entusiasmados
 por el negocio que hacían.

 Cereros de sacristía
 que roban la cera al rato,
 que con mucha sangre fría
 se echan el sufragio al plato.

En Calaveras de las elecciones presidenciales, escrita por el famoso editor e impresor Antonio Vanegas Arroyo en 1919, se observa una connotación más política, pero sin dejar de ser burlesca. Vanegas Arroyo propone como candidato presidencial a uno de sus escritores colaboradores más fieles, Arturo Espinoza alias “Chóforo Vico”:

Yo os propongo al nunca bien
 ponderado y grande mico,
 ilustre Chónforo Vico,
 escapado de Belén.

 Prófugo de las Marías,
 gran maestro en la ganzúa,
 instruido en San Juan de Ulúa
 y en la Penitenciaría.

 Sabe abrir las cajas fuertes
 y extraer una cartera.
 Ha sido gran calavera
 y debe catorce muertes.

 Elegid pues pueblo amado
 sin dudar y a tapahocico
al muy ilustre y nombrado
 y noble Chónforo Vico.

Después de discursos tales
 llenos de frases sinceras
 se fueron las calaveras
 a las urnas sepulcrales.

 Salió electo presidente
 por su real y hermoso pico
 el notable, el prominente,
ilustre Chónforo Vico.

## Diversidad regional
En México, las calaveras literarias son practicadas de diferente forma:
- En la capital, las calaveras suelen escribirse con un tono satírico, burlándose de figuras políticas y personajes públicos. Es común que los medios de comunicación publiquen calaveras literarias sobre figuras reconocidas, utilizando un humor sarcástico.
- En Guanajuato, las calaveras literarias pueden adoptar un estilo más formal, influenciado por sus tradiciones y el ambiente cultural de la ciudad, famosa por su Festival Internacional Cervantino. Suelen incluir referencias a la historia y cultura local.
- En Michoacán, el Día de Muertos tiene un significado profundo, las calaveras literarias tienden a ser más respetuosas, rindiendo homenaje a los difuntos. Se considera una manera de celebrar y recordar a sus seres queridos, más que una sátira.
- En Veracruz, sus calaveras literarias suelen estar acompañadas por música y baile, reflejando su cultura alegre. Tienen un tono humorístico y celebran personajes de la vida cotidiana de manera divertida y desenfadada.
- En Yucatán, las calaveras literarias suelen mezclar el español con el maya, y en algunos casos incluyen rituales propios de la región. Sus calaveritas pueden tener un tono espiritual y también se emplean para rendir homenaje a sus ancestros.
- En Oaxaca, el Día de Muertos es una celebración muy colorida y las calaveras literarias suelen estar impregnadas de simbolismo y referencias culturales locales, también pueden ser humorísticas pero respetuosas, y celebran la conexión con sus antepasados.